# Bęben wielki

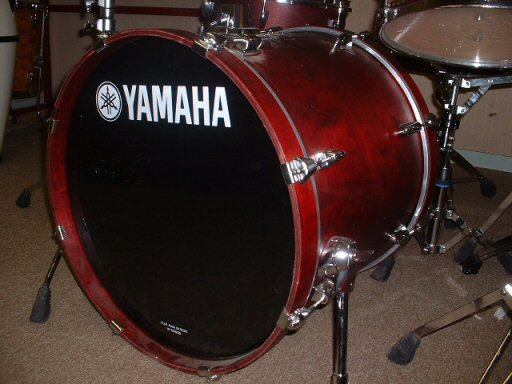
Bęben basowy jako element zestawu perkusyjnego.

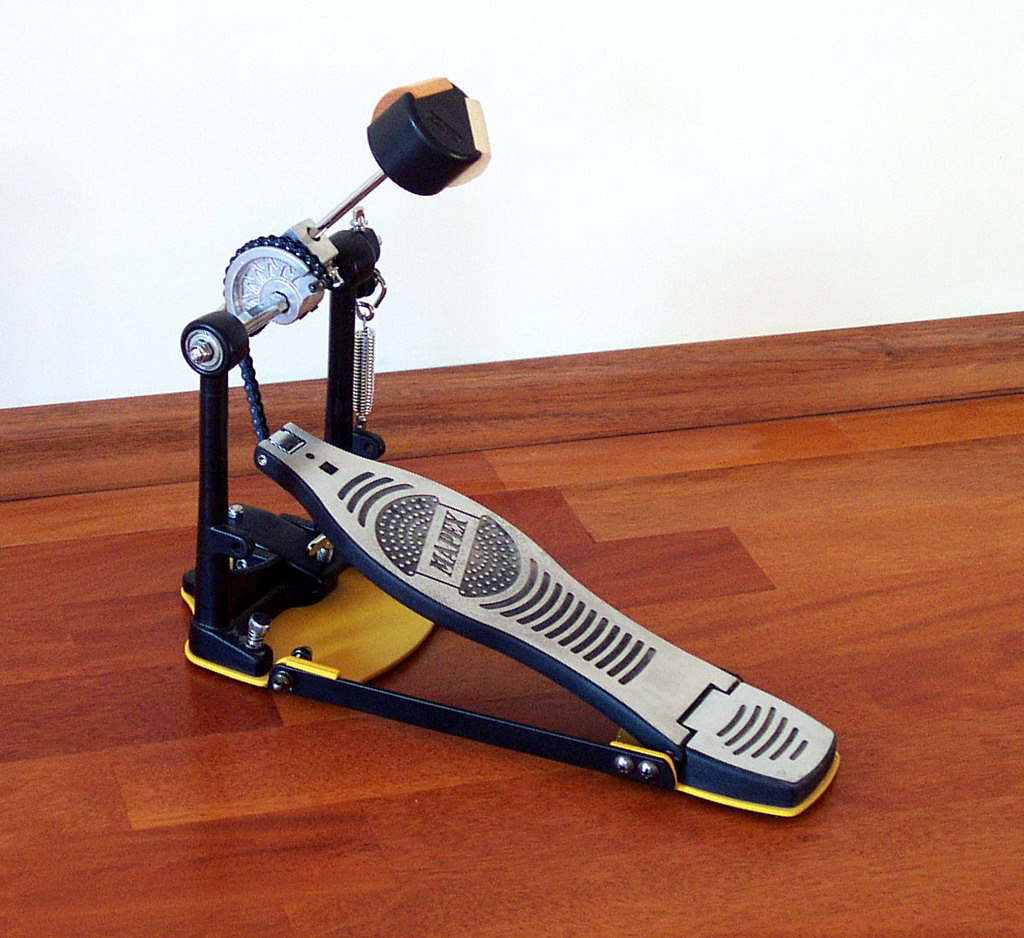
Stopa zdemontowana z bębna basowego.

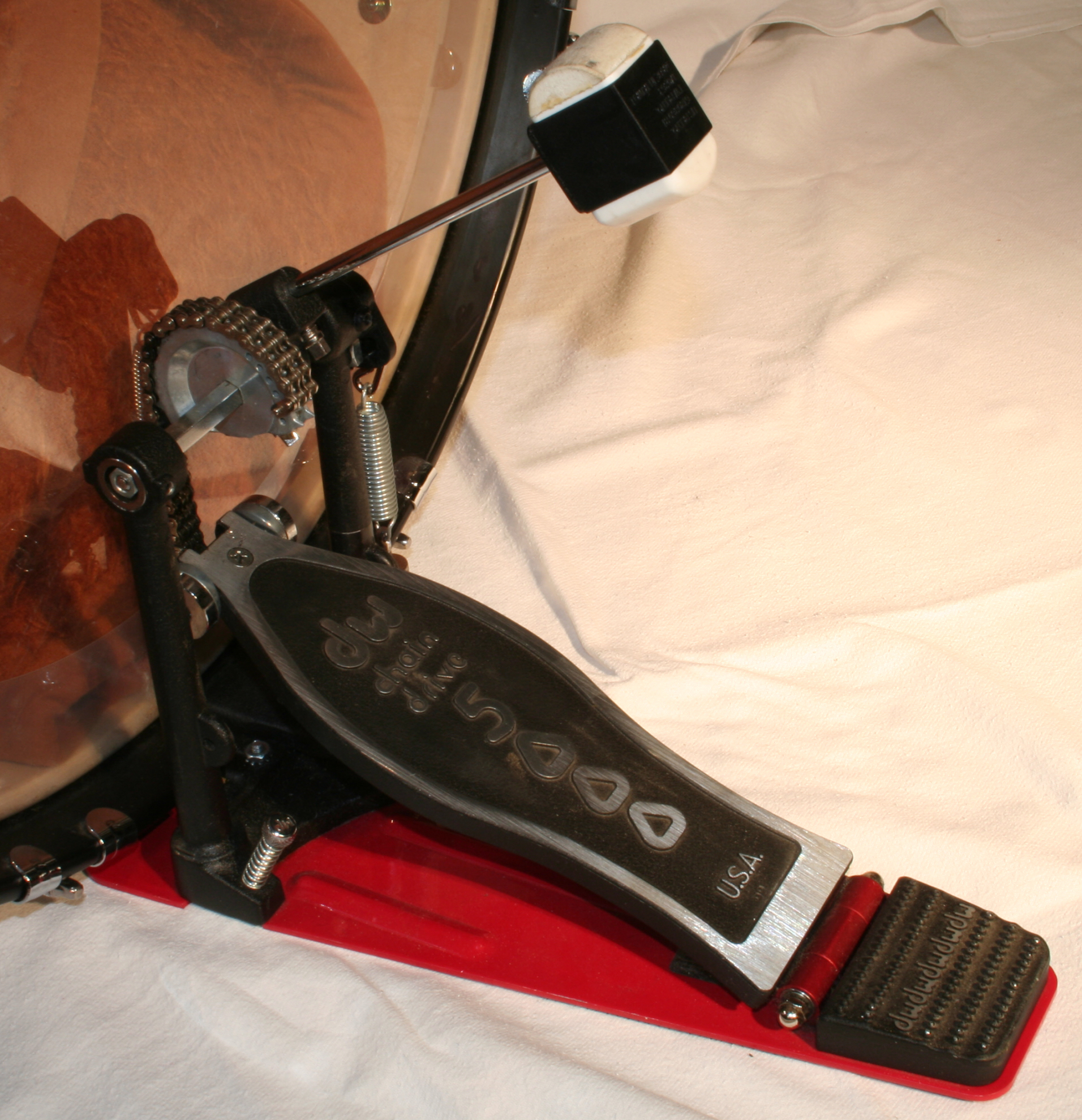
Stopa przytwierdzona do bębna

Bęben wielki (wł. gran cassa, skrót: g.c.), w muzyce rozrywkowej znany też jako bęben basowy, bęben taktowy, taktownik lub centrala. Charakteryzuje się mocną konstrukcją i niskim brzmieniem o nieokreślonej wysokości. Budowany jest w dwóch wielkościach:
- większy, o średnicy 70–90 cm i wysokości walca 35–40 cm, używany w orkiestrach symfonicznych;
- mniejszy o średnicy 35–40 cm i tej samej wysokości walca, używany w zespołach rozrywkowych[1].

W muzyce rozrywkowej jest to największy bęben w całym zestawie perkusyjnym, Wraz z werblem daje podstawę rytmu.

## Gra na bębnie wielkim w muzyce symfonicznej
Dźwięki z bębna wielkiego zasadniczo wydobywa się przy użyciu jednej, dość grubej pałki, zakończonej główką z twardego filcu, skóry, korka lub gumy. Grający trzyma pałkę w prawej ręce i uderza nią w prawą membranę instrumentu, ustawionego przed nim pionowo. Wywołuje to współdrganie drugiej membrany. Uzyskany dźwięk o nieokreślonej wysokości jest niski i głęboki. Uderzenia wykonuje się zasadniczo ruchem skośnym do membrany z góry w dół, w szybszych tempach na przemian w dół i w górę. Bardzo krótkie dźwięki (wł. secco) uzyskuje się przez uderzenie prostopadłe do membrany i natychmiastowe stłumienie obu membran rękoma.
Bardziej skomplikowane figury rytmiczne wykonuje się dwiema pałkami, niekiedy różnej grubości; w tym wypadku możliwe jest też uderzanie na przemian w obie membrany. Bardzo szybkie uderzanie na przemian dwiema pałkami pozwala uzyskać efekt podobny do tremola. Prawdziwe tremolo uzyskuje się jednak na prawej membranie na trzy sposoby:
- jedną pałką trzymaną pośrodku uderza się na przemian główką i trzonkiem;
- jedną pałką o dwóch główkach, używaną j.w.;
- pałeczkami do kotłów.

Partię bębna wielkiego notuje się na jednej linii.

## Gra na bębnie wielkim w muzyce rozrywkowej
Dźwięki z bębna basowego najczęściej wydobywa się używając pojedynczego lub podwójnego mechanizmu nożnego – tzw. stopy. Jest to mechanizm, którego główną część stanowi pedał, którego naciśnięcie powoduje wybicie sprzęgniętego z nim bijaka. Bijak po wybiciu uderza o bęben i, o ile pedał został puszczony, wraca do pozycji wyjściowej. Pierwszym perkusistą, który zagrał na bębnie basowym przy pomocy stopy był Dee Dee Chandler pod koniec XIX wieku.
Stopa podwójna, tzw. twin składa się z dwóch niezależnych pedałów sprzęgniętych z dwoma niezależnymi bijakami. Budowa stopy podwójnej umożliwia ustawienie drugiego pedału w pobliżu pedału hi-hata. Stopy podwójnej używa się głównie w niektórych odmianach jazzu, rocka i metalu.

## Elementy budowy bębna wielkiego
Elementami budowy bębna basowego są zwykle:
- korpus drewniany, metalowy lub wykonany z tworzywa sztucznego;
- naciągi perkusyjne przedni i tylny (przeciwległa do perkusisty może zawierać otwory lub w niektórych przypadkach zostać usunięta);
- obręcze przyciskające membrany;
- zestaw śrub napinających membrany;
- opcjonalne gniazdo mocowania statywu dla półkotłów (w górnej części instrumentu);
- nóżki unieruchamiające bęben w poziomie;
- (opcjonalnie) podwójna stopa – element zestawu perkusyjnego przeznaczony do grania szybszych lub bardziej skomplikowanych rytmów. Umożliwia granie dwiema stopami na jednej centrali. Z początku takie granie było popularne tylko w muzyce metalowej i czasem punkowej, obecnie zaczęło przenikać do wielu innych stylów.

## Tłumienie
Celem wytłumienia dźwięków wysokich i podkreślenia basu bębna wielkiego, wkłada się do jego wnętrza specjalne maty, zwinięty materiał lub niewielką poduszkę. W zależności od pożądanego dźwięku mata tłumiąca może nie stykać się bezpośrednio z membranami, lub też stykać się z powierzchnią jednej lub dwóch membran.